# TRAF3IP2
TRAF3IP2‏ (TRAF3 interacting protein 2) هوَ بروتين يُشَفر بواسطة جين TRAF3IP2 في الإنسان.